# La Lande-de-Goult
La Lande-de-Goult é uma comuna francesa na região administrativa da Normandia, no departamento Orne. Estende-se por uma área de 25,25 km². Em 2010 a comuna tinha 194 habitantes (densidade: 7,7 hab./km²).